# Pittarella
Pittarella è una frazione del comune di Pedivigliano in provincia di Cosenza.

## Storia

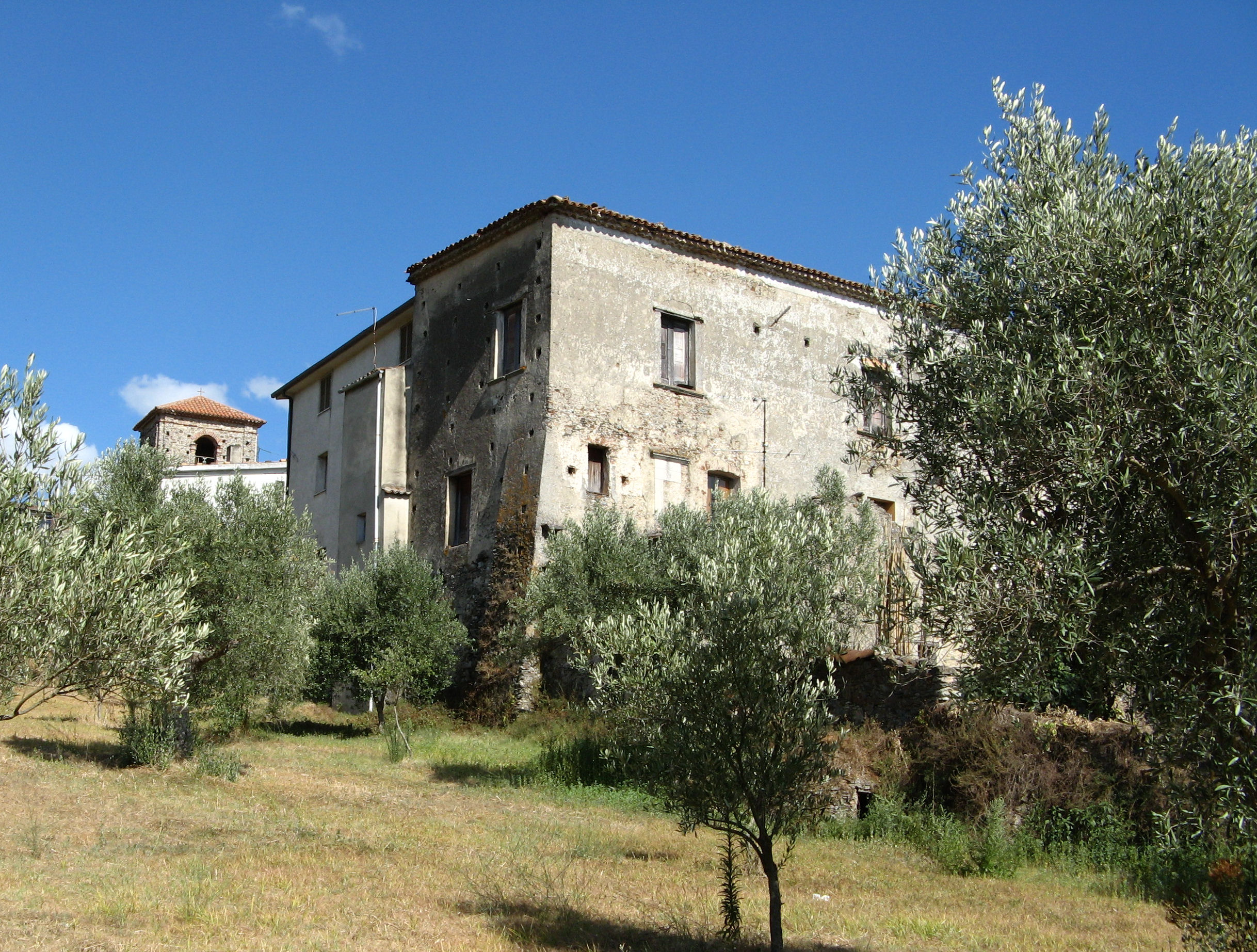
Palazzo baronale di Pittarella

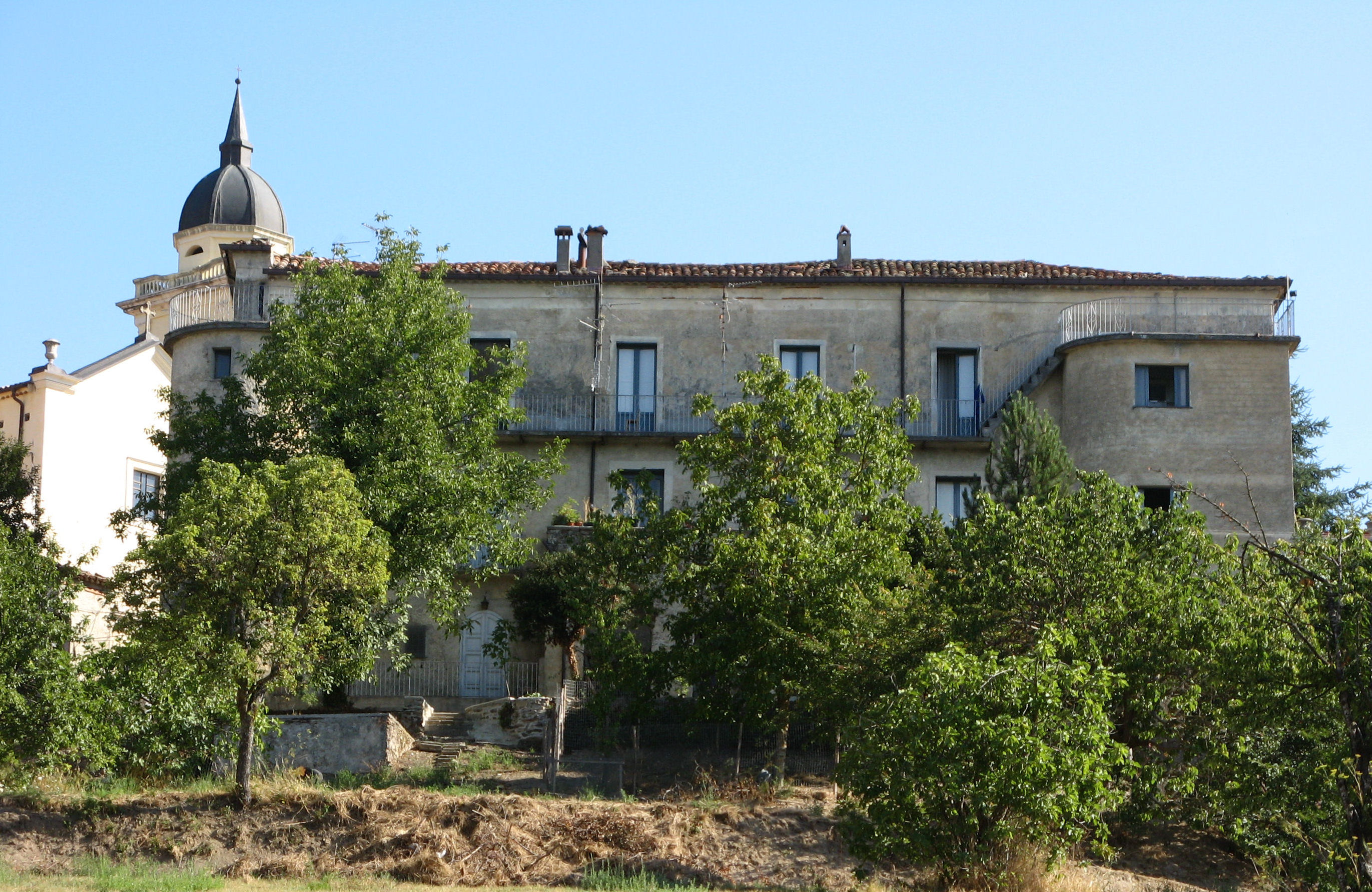
Palazzo baronale di Soveria Mannelli

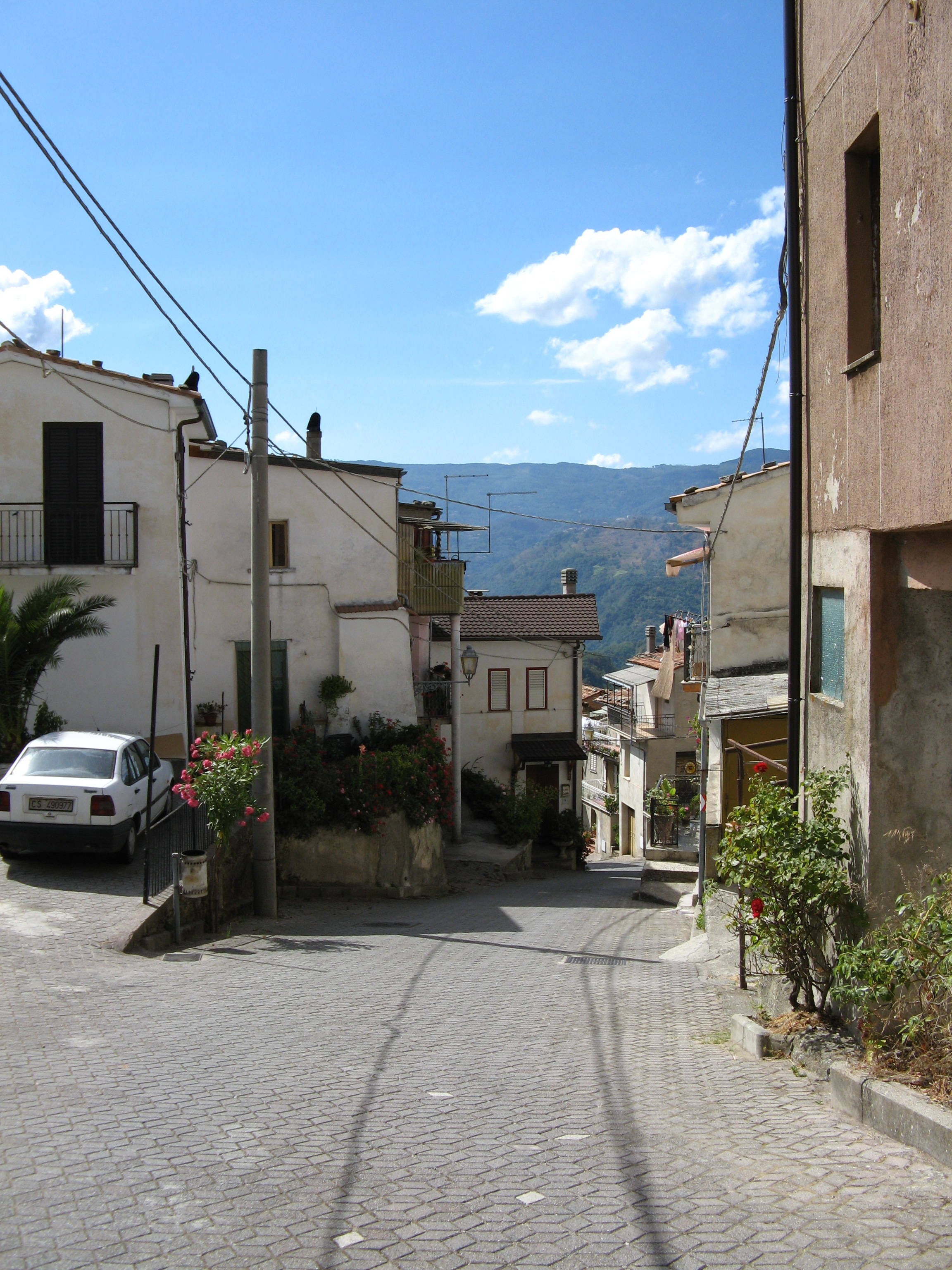
Scorcio di Pittarella

Il borgo di Pittarella è appartenuto all'Università di Scigliano fino al 1811 allorché venne istituito il comune di Pedivigliano. La frazione di Pittarella è situata nella Valle del Savuto, a circa 1,5 km dal capoluogo, in una radura esposta a mezzogiorno, riparata dai venti del nord, e da cui nelle giornate limpide si scorge il mare di Amantea. A sud vi è il fiume Savuto.
Fra i monumenti notevoli, il palazzo baronale (XVII secolo) e le chiese di Santa Maria e San Nicola, entrambe risalenti al XVIII secolo.
La storia di Pittarella si distingue da quella del territorio circostante per tre singolarità:
- la storia della baronia di Pittarella;
- la fama, posseduta in passato dalle donne di Pittarella, di essere magare, ossia di esercitare la magia; e
- la bravura dei suonatori di tamburo

### Baronia di Pittarella
Le vicende legate alla baronia di Pittarella interessano la storia di Scigliano, Pedivigliano e Soveria Mannelli. Nel XIII secolo la baronia era stata concessa in feudo da Carlo I d'Angiò a un certo Raniero de Telesio. Poiché costui si era reso traditore della real potestà (ai tempi della battaglia di Benevento (1266) aveva parteggiato per Manfredi), il feudo fu retrocesso alla Curia e quindi riconcesso ai fratelli Giordano e Galardo de Lisergiis, che erano rimasti dalla parte di Carlo D'Angiò.
Nel 1386 Francesco Scaglione, di Aversa, fu nominato maresciallo del Regno di Napoli da Luigi II d'Angiò, usurpartore del Regno di Napoli dal 1490 al 1499, ed ebbe in feudo Pittarella, Castello e Martirano; si desume che il feudo fosse formato coi territori di tre università: Motta, Scigliano e Martirano. Il Re Ladislao, dopo avere riconquistato il regno nel 1399, confiscò tutti i beni a Francesco Scaglione. Nel 1402, a seguito di indulto, agli Scaglione, nella persona del Figlio di Francesco, Tommaso, fu ridata solo la baronia di Pittarella.
Nel 1529 la baronia apparteneva ancora agli Scaglione.
Nel XVII secolo, per la morte di Francesco Scaglione e della baronessa Antonia de Filippis sua moglie, per testamento ne furono dichiarati eredi in feudalibus la figlia primogenita Caterina, e nelli burgensatici la medesima Caterina e la figlia secondogenita Giovanna.
Essendo morta Caterina nel maggio 1684, la sorella Giovanna, che nel frattempo aveva sposato il suo tutore Nicola Matera, fu dichiarata erede universale di Caterina in feudalibus et burgensatis. Alla morte di Giovanna il 6 febbraio 1706, fu dichiarato erede universale il figlio primogenito di costei, don Francesco Matera, tanto nei beni feudali che nelli burgensatici. Morto quest'ultimo il 14 febbraio 1724, all'età di 30 anni, fu dichiarata erede nei beni feudali e burgensatici la sorella germana primogenita Maria Matera. Costei morì il 14 settembre 1744 e la Regia Udienza di Cosenza dichiarò erede ed intestato in tutti i beni feudali e burgensatici l'unico figlio don Francesco Passalacqua. Il feudo apparteneva ancora ai Passalacqua nel 1806, anno in cui, per la legge 24 del 2 agosto 1806, Giuseppe Bonaparte aboliva la feudalità. Pertanto Giuseppe Passalacqua, che morì il 1816, rimase possessore del titolo di Barone di Pittarella.

### Lemagaredi Pittarella
Le donne di Pittarella erano famose in tutta la Calabria con la nomea di essere esperte nelle arti magiche. Venivano perciò consultate dai luoghi più remoti della regione. Tale fama fece sì che, nel 1871, Vincenzo Padula, nell'opera Protogea, ipotizzasse che l'etimologia di Pittarella potesse essere ricondotta alla lingua ebraica e fosse correlata all'arte divinatoria:
(Vincenzo Padula,Protogea, Napoli, 1871, p. 387)

### I suonatori di tamburo
Pittarella vanta una grande tradizione di suonatori di tamburo (in dialetto calabrese: tummarinari o tumbarinari), i quali venivano chiamati per accompagnare le processioni durante le feste religiose. Il poeta Michele Pane ha ricordato la partecipazione dei tumbarinari di Pittarella nelle feste del suo paese natale, Adami, in una poesia intitolata "Tùmbari" (in italiano: Tamburi):
Quand' alle feste venìanu li tùmbari
currìamu lesti nue all'affruntàre:
(o cari tìempi tornati 'cchiù?)
O cchì allegrizza quandu sentìamu
'tra li cavùni nue rintronare:
bràbita brùbiti, bràbita brù!
[...]
Li mìegliu tùmbari eranu chilli
chi a nue venìanu de Pittarella,
(tumbarinàri fini sû llà!)
cà mìegliu d'illi, mannaia puru,
chi la sonàvadi la tarantella?
bràbita brùbiti, bràbita brà!